# Boophis vittatus
Boophis vittatus is een kikker uit de familie gouden kikkers (Mantellidae). De soort werd voor het eerst wetenschappelijk beschreven door Frank Glaw, Miguel Vences, Franco Andreone en Denis Vallan in 2001. De soort behoort tot het geslacht Boophis.

## Leefgebied
De kikker is endemisch in Madagaskar. De soort komt voor in het noorden van het eiland en leeft op een hoogte van 500 tot 1100 meter boven zeeniveau. De soort leeft ook in nationaal park Masoala.

## Beschrijving
Mannetjes hebben een lengte van 23 tot 25 millimeter. De rug is beige en de buik is wit.